# Geraert ter Borchprijs
De Geraert ter Borchprijs was een Nederlandse kunstprijs die op 13 januari 1954 werd ingesteld door de Provinciale Staten van Overijssel op aanbeveling van de Sectie Beeldende Kunst van de Provinciaal Overijsselse Stichting voor Sociaal en Cultureel Werk.
Deze prijs werd de 'Geraert ter Borchprijs' genoemd, ter nagedachtenis aan de schilder Gerard ter Borch (II), ook genoemd Geraert ter Borch, die in 1617 in Zwolle werd geboren. Na Vermeer wellicht de grootste genreschilder van de zogenaamde Hollandse school, en daarmee de meest op de voorgrond getreden Overijsselse schilder van internationale allure. Niet voor niets greep de sectie daarbij terug op de Gouden Eeuw. 
Daarmee betekende de aanbeveling van de Sectie Beeldende Kunst een positieve bijdrage aan het cultureel klimaat. Men verwachtte destijds ook een verhoging van het peil van de beeldende kunst in de provincie. Verder  voorzag men een versterking van de band van de bevolking met de kunstenaar.
Het reglement luidde in verkorte vorm, als volgt:	
De prijs bedraagt f 1000,- en wordt eens in de twee jaar toegekend. De sectie beeldende kunst treedt op als jury en adviseert Gedeputeerde Staten omtrent de toekenning.

## Geschiedenis
Al vrij snel na de eerste uitreiking 1954 van de Geraert ter Borchprijs kwam de jury tot het volgende advies:
- Een uitbreiding van de Geraert ter Borchprijs tot een jaarlijkse frequentie,
- Een scheiding van de verschillende categorieën,
- Een aanpassing van het reglement.

Later werd de organisatie van de Geraert ter Borchprijs overgeheveld van het bureau van de Stichting Overijssel voor sociaal en cultureel werk naar de provinciale griffie.
Met ingang van 1961 begon het traject tot de achtste Geraert ter Borchprijs met een aangepast reglement. Daarbij zou Schilderkunst gescheiden van tekenkunst en grafiek beoordeeld worden. De indeling voor de daarop volgende jaren kwam er als volgt uit te zien:
- 1961 tekeningen en grafiek,
- 1962 monumentale kunst,
- 1963 schilderkunst,
- 1964 beeldhouwkunst.

Omdat men tot de conclusie kwam dat op die manier de spoeling steeds dunner zou worden werd besloten de prijs vanaf 1963 nog maar eens in de twee jaar uit te reiken, zoals in de aanvangsfase de bedoeling was. 
De jury stuitte echter ook op andere problemen. Niet alleen in het reglement, maar ook in de reacties die de prijs bij kunstenaars en publiek opriep.
Volgens de actiegroep van kunstenaars was 'De Geraert ter Borchprijs een lapmiddel, een doekje voor het bloeden, een pleister op de wonde'. Zij eisten, in een pamflet gedateerd 11 jan 1970;
- afschaffing van de prijs
- verbetering van de werkgelegenheid
- volledige openbaarheid van het kunstbeleid
- beslissingsrecht van de kunstenaar op eigen terrein

## Prijswinnaars
- 1954: Beeldende kunst (algemeen):

Bekroond werk: 
Hades rooft Persephone, wandschildering in het Gymnasium (later: Scholengemeenschap Bataafse Kamp) te Hengelo van Johan Haanstra,
- 1955: Schilderkunst en grafische kunst:

Bekroond werk:
De gehele inzending, bestaande uit drie tempera's met de titels; Huis, Fabriek en Landschap
van Folkert Haanstra sr.,
- 1956: Beeldhouwkunst:

Bekroond werk:
Kleistudie 'Tsjechische vrouw' van Gooitzen de Jong,
- 1957 Schilderkunst en grafische kunst:

Bekroond werk:
Reeks van 8 krijttekeningen van Ben Akkerman,
- 1958 Monumentale kunst:

Bekroond werk:
Land en water, glasmozaiek in de lagere landbouwhuishoudschool te Emmeloord van Jo Pessink,
- 1959 Schilderkunst en grafische kunst:

Bekroond werk:
Glasmozaïek '59/3 van Henk Schuring,
- 1960 Beeldhouwkunst:

Bekroond werk:
Portret van Antje Kamminga (gips) van Gerard van der Leeden,
- 1961 Tekeningen en grafische kunst:

Bekroond werk:
Serie van twaalf tekeningen in Oost-Indische inkt van  Henk Schuring,
- 1962 Monumentale kunst:

Bekroond werk:
Dag en nacht', reliëf in cement in de kantine van het postkantoor te Almelo van Hans Morselt,
- 1963 Schilderkunst:

Bekroond werk:
De gehele inzending (bestaande uit drie landschappen) van Ben Akkerman,
- 1965 Beeldhouwkunst:

Bekroond werk:
De gehele inzending (twee beelden van eikenhout, een van marmer) van Willem Kamphuis,
- 1967 grafiek/tekeningen:

Bekroond werk:
De gehele inzending van 6 in gemengde techniek uitgevoerde werken van Tom te Velde,
- 1969 Monumentale kunst:

Prijswinnaars:
Maarten Binnendijk, Evert Strobos en Hans de Vries.
In 1969 besloot Gedeputeerde Staten, na een ludieke actie op het Provinciehuis van de groep 'met de Kunst blijf je lachen', af te zien van een officiële uitreiking. De totale prijs ad. f 2800,- wordt conform de suggestie in het juryrapport onder de drie ex aequo geëindigde kunstenaars verdeeld.
De inspraak van de kunstenaars leidde uiteindelijk in 1970 tot het afschaffen van de Geraert ter Borchprijs.